# Staffelkapitän

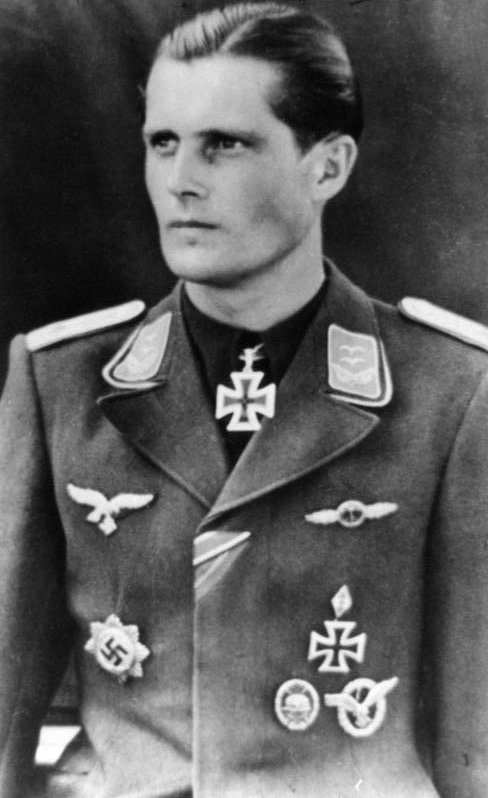
Egon Albrecht fut nommé Staffelkapitän en juin 1942.

Staffelkapitän est une position — et non un rang militaire — dans la Luftwaffe pendant la Seconde Guerre mondiale. C'est l'équivalent de chef d'escadrille ou d'un Squadron Commander dans la Royal Air Force.
Le Staffelkapitän possédait généralement le rang d'Oberleutnant ou d'Hauptmann au début de la guerre, plus rarement celui de Leutnant. Il commandait une Staffel (escadrille). Plus la fin de la guerre approchait, et plus le grade se généralisait vers celui de Leutnant ou parfois d'Oberfeldwebel, voir encore un grade inférieur dans de rares cas, pénuries d'officiers obliges.
Dans le cas où le Staffelkapitän était temporaire à ce poste, sa désignation changeait en Staffelführer.